# Diwo Ostrow
Koordinaten: 59° 58′ 19″ N, 30° 14′ 30″ O
Diwo Ostrow (ru. Диво Остров, auch bekannt unter dem Namen Wonder Island) ist ein russischer Freizeitpark in Sankt Petersburg, der 2003 eröffnet wurde.

## Liste der Achterbahnen

### Bestehende Achterbahnen
| Name                                                         | Typ                              | Hersteller | Eröffnungsjahr |
| ------------------------------------------------------------ | -------------------------------- | ---------- | -------------- |
| Big Roller Coaster / Большая Русская Горка                   | Stahlachterbahn ohne Inversionen | BHS        | 2004           |
| Velikolukskiy Myasokombinat / Великолукский Мясокомбинат     | Launched Coaster                 | Mack Rides | 2015           |
| Velikolukskiy Myasokombinat-2 / Великолукский Мясокомбинат-2 | Stahlachterbahn mit Inversionen  | Intamin    | 2017           |
| Whirl Wind Looping Coaster / Русские Горки                   | Stahlachterbahn mit Inversionen  | Vekoma     | 2003           |

### Ehemalige Achterbahnen
| Name                 | Typ                                | Hersteller   | Eröffnungsjahr | Schließungsjahr   |
| -------------------- | ---------------------------------- | ------------ | -------------- | ----------------- |
| Afterburner / Форсаж | Stahlachterbahn mit Inversionen    | S&S          | 2007           | 2016              |
| Flitzer              | Stahlachterbahn ohne Inversionen   | Zierer       | 2003           | zw. 2007 und 2009 |
| Star Wars            | Spinning Coaster, Dunkelachterbahn | Maurer Rides | 2003           | 2007 oder früher  |